# Distretto di Shiguai
Il distretto di Shiguai (石拐区S, Shíguǎi QūP) o distretto di Xiguit è un distretto della Cina, appartenente alla regione autonoma della Mongolia Interna e amministrato dalla prefettura di Baotou.